# 粗茎卷柏
粗茎卷柏（学名：Selaginella frondosa）为卷柏科卷柏属下的一个种。

## 扩展阅读
- 維基物種上的相關：粗茎卷柏